# Виктор Петренко
Виктор Васиљович Петренко (укр. Ві́ктор Васи́льович Петре́нко; Одеса, 17. јун 1969) био је светски првак 1992. године и олимпијски победник у уметничком клизању. Такође је и освајач бронзане медаље на Зимским олимпијским играма 1988. где је клизао за СССР. Петренко тренира у клубу Спартак у Одеси. Подучавала га је тренер Галина Змијевска. Ожењен је њеном ћерком Нином.

## Такмичарски резултати
| Такмичење          | 1988 | 1989 | 1990 | 1991 | 1992 | 1993 | 1994 |
| ------------------ | ---- | ---- | ---- | ---- | ---- | ---- | ---- |
| Олимпијске игре    | 3    |      |      |      | 1    |      | 4    |
| Светско првенство  | 3    |      | 2    | 2    | 1    |      |      |
| Европско првенство | 3    |      | 1    | 1    |      |      | 1    |